# Religija u Finskoj
Religija u Finskoj zastupljena je s nekoliko vjerskih zajednica.

## Povijest
Finska je tradicijski kršćanska zemlja. Nešto je duže pripadala poganskim zemljama. Do pojave protestantizma pripadala je zapadnoj, Rimokatoličkoj Crkvi. Danas je većinom protestantska.

## Vjerska struktura
Procjene koje navodi CIA za 2017. godinu govore o sljedećem vjerskom sastavu:
- luterani 70,9%
- pravoslavni 1,1%
- pentekostalizam 1%[2]
- islam 1%[3]
- ostali ili nikoje vjere: 26%.

## Galerija
- Širenje kršćanstva u Europi i na Sredozemlju.
- Europa u doba velike podjele 1054. godine.
- Religija u Europi, na Sredozemlju i na Bliskom Istoku 1100.
- Religije u Europi 1560.